# Österrikes ambassad i Stockholm

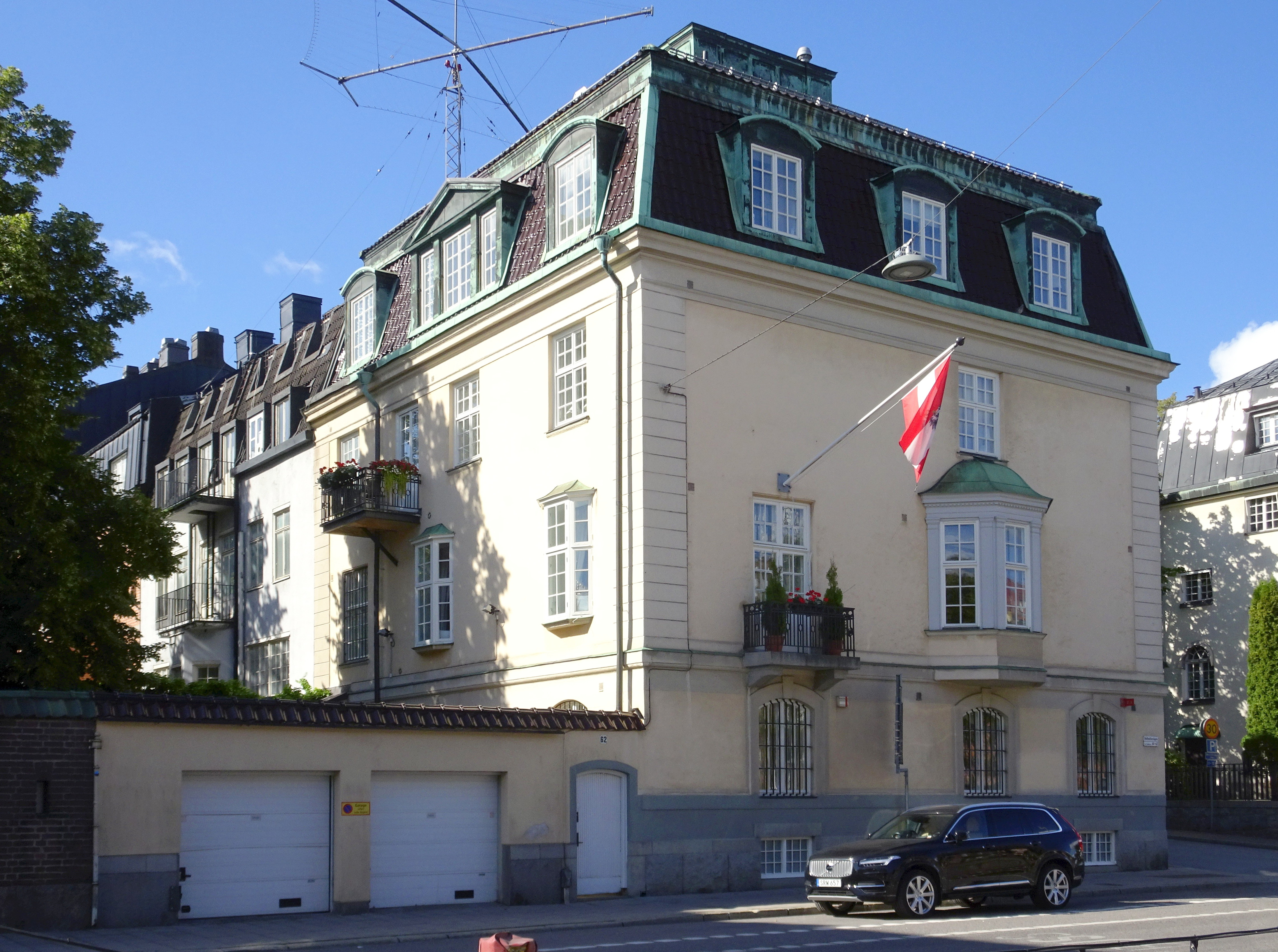
Trädlärkan 5, ambassadörens residens.

Österrikes ambassad i Stockholm (även Österrikiska ambassaden) är Österrikes diplomatiska representation i Sverige. Ambassadör sedan 2018 är Gudrun Graf.
Den första diplomatiska beskickningen från Österrike till Sverige öppnades 1682.

## Fastigheter
Ambassaden är belägen i en fastighet på Kommendörsgatan 35 i Stockholms innerstad. Ambassaden äger även fastigheten Trädlärkan 5 vid Tyrgatan 10 / Valhallavägen 62 som inhyser ambassadörens residens.

## Beskickningschefer
| Namn                                    | Period             | Funktion                                     | Stat                  | Anmärkning                                                       |
| --------------------------------------- | ------------------ | -------------------------------------------- | --------------------- | ---------------------------------------------------------------- |
| Burkhard von Frydag                     | 1719–1728          | Envoyé                                       | Habsburgska monarkin  |                                                                  |
| Christoph Theodor Antivari              | 1728–1734          | Envoyé                                       | Habsburgska monarkin  |                                                                  |
| Ferdinand Leopold von Herberstein       | 1734–1737          | Envoyé                                       | Habsburgska monarkin  |                                                                  |
| Christoph Theodor Antivari              | 1737–1750          | Chargé d'affaires                            | Habsburgska monarkin  |                                                                  |
| Siegmund von Goëß                       | 1750–1761          | Envoyé                                       | Habsburgska monarkin  |                                                                  |
| Christoph Theodor Antivari              | 1761–1763          | Chargé d'affaires                            | Habsburgska monarkin  |                                                                  |
| Theodor von Christiani                  | 1763–1764          | Chargé d'affaires                            | Habsburgska monarkin  |                                                                  |
| Ludwig Karl von Barbiano-Belgiojoso     | 1764–1769          | Envoyé                                       | Habsburgska monarkin  |                                                                  |
| Benedikt de Caché                       | 1769–1771          | Chargé d'affaires                            | Habsburgska monarkin  |                                                                  |
| Anton von Widmann                       | 1771–1774          | Envoyé                                       | Habsburgska monarkin  |                                                                  |
| Josef von Preindl                       | 1774–1775          | Chargé d'affaires                            | Habsburgska monarkin  |                                                                  |
| Josef von Kaunitz-Rietberg              | 1775–1777          | Envoyé                                       | Habsburgska monarkin  |                                                                  |
| Josef von Preindl                       | 1777–1778          | Chargé d'affaires                            | Habsburgska monarkin  |                                                                  |
| Johann Friedrich von Kageneck           | 1778–1779          | Envoyé                                       | Habsburgska monarkin  |                                                                  |
| Josef von Preindl                       | 1779–1785          | Chargé d'affaires                            | Habsburgska monarkin  |                                                                  |
| Johann von Mercier                      | 1785–1787          | Chargé d'affaires                            | Habsburgska monarkin  |                                                                  |
| Johann Philipp von Stadion              | 1787–1789          | Envoyé                                       | Habsburgska monarkin  |                                                                  |
| Carl Wilhelm von Ludolf                 | 1789–1795          | Envoyé                                       | Habsburgska monarkin  |                                                                  |
| Franz von Swieteczky                    | 1795–1799          | Chargé d'affaires                            | Habsburgska monarkin  |                                                                  |
| Franz von Lodron-Laterano               | 1799–1804          | Envoyé                                       | Habsburgska monarkin  |                                                                  |
| Karl Binder von Krieglstein             | 1805–1811          | Chargé d'affaires                            | Kejsardömet Österrike |                                                                  |
| Adam Albert von Neipperg                | 1811–1813          | Envoyé                                       | Kejsardömet Österrike |                                                                  |
| Franz von Weiss                         | 1813–1815          | Chargé d'affaires                            | Kejsardömet Österrike |                                                                  |
| Adam von Ficquelmont                    | 1815–1820          | Envoyé                                       | Kejsardömet Österrike |                                                                  |
| Eduard von Woyna                        | 1820–1844          | Chargé d'affaires 1820-1829 Envoyé 1829-1844 | Kejsardömet Österrike |                                                                  |
| Valentin Esterházy                      | 1844–1847          | Envoyé                                       | Kejsardömet Österrike |                                                                  |
| Friedrich von Thun und Hohenstein       | 1847–1849          | Envoyé                                       | Kejsardömet Österrike |                                                                  |
| Emmerich Széchényi                      | 1849–1850          | Chargé d'affaires                            | Kejsardömet Österrike |                                                                  |
| Albert von Crivelli                     | 1850–1851          | Chargé d'affaires                            | Kejsardömet Österrike |                                                                  |
| Ferdinand von Langenau                  | 1851–1859          | Chargé d'affaires                            | Kejsardömet Österrike |                                                                  |
| Ludwig von Paar                         | 1859–1863          | Envoyé                                       | Kejsardömet Österrike |                                                                  |
| Ladislaus von Karnicki                  | 1863–1868          | Chargé d'affaires                            | Kejsardömet Österrike |                                                                  |
| Rudolf von Mülinen                      | 1868–1872          | Envoyé                                       | Österrike-Ungern      |                                                                  |
| Otto von Walterskirchen                 | 1872–1874          | Envoyé                                       | Österrike-Ungern      |                                                                  |
| Nikolaus von Pottenburg                 | 1874–1879          | Envoyé                                       | Österrike-Ungern      |                                                                  |
| Karl von Pfusterschmid-Hardtenstein     | 1879–1894          | Envoyé                                       | Österrike-Ungern      |                                                                  |
| Josef Wodzicki von Granow               | 1894–1902          | Envoyé                                       | Österrike-Ungern      |                                                                  |
| Otto zu Brandis                         | 1902–1905          | Envoyé                                       | Österrike-Ungern      |                                                                  |
| Albert Eperjesy von Szászváros und Tóti | 1905–1909          | Envoyé                                       | Österrike-Ungern      |                                                                  |
| Konstantin Dumba                        | 1909–1912          | Envoyé                                       | Österrike-Ungern      |                                                                  |
| Greve Maximilian Hadik von Futak        | 1912–1918          | Envoyé                                       | Österrike-Ungern      | Ackrediterad 16 november 1912                                    |
| Ingen beskicning                        | 1918–1924          |                                              |                       |                                                                  |
| Richard Riedl                           | 1924–tidigast 1925 | Envoyé                                       | Republiken Österrike  | Ackrediterad 8 september 1924. 1925 angiven som boende i Berlin. |
| Karl Buchberger                         | 1924–1933          | Chargé d'affaires                            | Republiken Österrike  | Ackrediterad 10 januari 1928                                     |
| Heinrich Sommaruga                      | 1933–1938          | Envoyé                                       | Republiken Österrike  | Ackrediterad 6 oktober 1933                                      |
| Uppehåll i diplomatiska relationer      | 1938–1947          |                                              |                       |                                                                  |
| Baron Paul de Winterstein               | 1947–1951          | Envoyé                                       | Republiken Österrike  | Ackrediterad 28 februari 1947                                    |
| Karl Zeileissen                         | 1951–1955          | Envoyé                                       | Republiken Österrike  | Ackrediterad 17 december 1951                                    |
| Rudolf Krippl-Redlich-Redensbruck       | 1956–1964          | Ambassadör                                   | Republiken Österrike  | Ackrediterad 26 september 1956                                   |
| Alois Marquet                           | 1965–1967          | Ambassadör                                   | Republiken Österrike  |                                                                  |
| Ernst Luegmayer                         | 1968–1969          | Ambassadör                                   | Republiken Österrike  |                                                                  |
| Karl Schober                            | 1969–1974          | Ambassadör                                   | Republiken Österrike  | Ackrediterad 7 oktober 1969                                      |
| Karl Fischer                            | 1974–1979          | Ambassadör                                   | Republiken Österrike  | Ackrediterad 17 oktober 1974                                     |
| Ferdinand Stolberg                      | 1979–1985          | Ambassadör                                   | Republiken Österrike  | Ackrediterad 28 augusti 1979                                     |
| Ingo Mussi                              | 1986–1989          | Ambassadör                                   | Republiken Österrike  |                                                                  |
| Otto Pleinert                           | 1990–1992          | Ambassadör                                   | Republiken Österrike  |                                                                  |
| Franz Parak                             | 1993–1997          | Ambassadör                                   | Republiken Österrike  |                                                                  |
| Nikolaus Scherk                         | 1998–2002          | Ambassadör                                   | Republiken Österrike  |                                                                  |
| Peter Pramberger                        | 2003–2004          | Ambassadör                                   | Republiken Österrike  |                                                                  |
| Stephan Toth                            | 2005–2008          | Ambassadör                                   | Republiken Österrike  |                                                                  |
| Ulrike Tilly                            | 2009–2013          | Ambassadör                                   | Republiken Österrike  |                                                                  |
| Arthur Winkler-Hermaden                 | 2013–2018          | Ambassadör                                   | Republiken Österrike  | Utnämnd augusti 2013. Ackrediterad 23 oktober 2013               |
| Gudrun Graf                             | 2018–              | Ambassadör                                   | Republiken Österrike  |                                                                  |